# Prophets of Rage
Prophets of Rage (Пророки ярости) — американская рэп-рок-супергруппа. Сформированная в 2016 году группа состояла из трёх участников Rage Against the Machine и Audioslave (басист и бэк-вокалист Тим Коммерфорд, гитарист Том Морелло и барабанщик Брэд Уилк), двух участников Public Enemy (DJ Lord и рэпер Чак Ди) и рэпера B-Rеаl из Cypress Hill.
Группа распалась в 2019 году после воссоединения Rage Against the Machine, идейным продолжателем которой она изначально задумывалась. За три года своего существования «Prophets of Rage» выпустили один EP и один полноформатный студийный альбом.
Связанные коллективы:Cypress Hill, Audioslave, Морелло Том и др.